# Tárnok Mérőállomás
Tárnok Mérőállomást 1924-ben helyezte üzembe a Magyar Királyi Posta, mint a rádiótávírás hosszúhullámú vevőállomását. /Az adóállomás Székesfehérvárott volt/. 1932-től átálltak rövidhullámra. Az évek során nőtt az ellenállomások száma, a fénykorban – ’60-as évek – 16 állomással állt kapcsolatban: Tanger, London, Párizs, Róma, Bern, Stockholm, Bukarest, Szófia, Varsó, Helsinki, Isztambul, Bejrút, Berlin, Koppenhága, Peking, Tirana. Ez a szolgálat 1989-ig tartott.
1949-től a hazai középhullámú műsorszóró adók térerősségmérése is rendszeres volt.
1978-ban új feladatot kapott az állomás: a MAHART számára biztosítani a kapcsolatot a tengerjáró hajókkal. A rádióállomás feladata volt a hajózás biztonsággal és szállítással kapcsolatos, valamint a forgalmi és különleges célú rádióhírközlési forgalom lebonyolítása a mozgó hajókkal. A hajók változatos irányokban és távolságokra mozogtak a különböző világtengereken: Észak- és Dél-Amerikától Japánig, illetve Ausztráliáig. A MAHART rádiókommunikációja 1992-ig tartozott az állomás feladatkörébe.
A műsorszóró hálózatok fejlődésével (URH rádió, ill. televízió) együtt az állomás vételi infrastruktúráját is fejleszteni kellett. Ezenkívül 1984-ben a Posta bejelentette Tárnokot az ITU-nál mint nemzetközi vevőállomást, amely további feladatokat jelentett, pl. a nemzetközi rövidhullámú műsorszóró adók frekvencia- és térerősségméréseit.
2002-től nemcsak földfelszíni, hanem műholdas vétel ellenőrzését is végzik.
Ma már több, automatizált mérőrendszer található az állomáson, amely az Antenna Hungária műsorszóró rendszereinek minőségi paramétereit ellenőrzi. Ezek fejlesztésében tárnoki kollégák, üzemeltető kollégák és külső partnereink is részt vesznek.
Az állomás mindig alkalmazkodott a folyamatosan változó feladatokhoz, kihívásokhoz.  Ma már a Tárnok Mérőállomás több különleges funkciót is ellát, az NMHH megbízásából sávfoglaltsági méréseket végez a rövidhullámú sávban, de végez méréseket a Spacecom számára is, mely az AMOS műhold magyarországi monitoring állomása. Ezeken túl fontos szerepet tölt be az Antenna Hungária műsorszóró szolgáltatásainak minőségi méréseiben és a napi üzemeltetés támogatásában, mind az AM, FM és DVB platformokon is.
A Sóskúti út mentén fekvő Rádióállomás, az Antenna Hungária Rt. keretein belül működő Tárnok Mérőállomás fő feladata az ország műsorszóró adóhálózatának mérése, ellenőrzése. Sóskút felől érkezve a magas, fémből készült tornyokat és a rendszer egyéb elemeit egy részen keskeny cserjés-fás szegély határolja le az út felől, míg a vasút felől érkezőket a telken belül lévő parabola antenna-csoport és az adótornyok látványa fogadja. Az úthoz való közelségük miatt ezek az építmények nem takarhatók növénytelepítéssel.

## Külső hivatkozások
- Légi felvétel
- 100 éves a Tárnok Mérőállomás
- 100 éves a Tárnok-Szikra – Rádióállomás – Rádiótávközlési Szakosztály
- HA100T